# Берёзовое (Донецкая область)
Берёзовое (укр. Березове) — посёлок в Волновахском районе Донецкой области Украины.
Население по переписи 2001 года составляло 575 человек. Почтовый индекс — 85682. Телефонный код — 6278. Код КОАТУУ — 1423387402.

## Местный совет
85665, Донецкая обл., Марьинский р-н, пос. Степное, ул. Ленина, д. 1-а.[обновить данные]